# Machtlfinger Straße
Machtlfinger Straße - stacja metra w Monachium, na linii U3. Stacja została otwarta 28 października 1989.